# Bientôt l'été
Bientôt l'été est un jeu vidéo expérimental développé et édité par Tale of Tales, sorti en 2013 sur Windows et Mac.
Il s'inspire de l'œuvre et de la personnalité de Marguerite Duras.

## Synopsis
Le jeu raconte l'histoire de deux amoureux se retrouvant séparés, chacun bloqué devant l'océan.

## Accueil

### Critique
- IGN : 7/10[3]
- The Telegraph : 3/5[4]

### Récompenses
Lors de l'Independent Games Festival 2013, le jeu a été nommé pour le Prix Nuovo.